# Championnat du monde des voitures de tourisme 2007
Navigation
2006 2008
Édition 2007 du Championnat du monde des voitures de tourisme.

## Championnat 2007
| Course | Date         | Pays               | Circuit          | Pilote vainqueur   |
| ------ | ------------ | ------------------ | ---------------- | ------------------ |
| 1      | 11 mars      | Brésil             | Curitiba         | Jörg Müller        |
| 2      | 11 mars      | Brésil             | Curitiba         | Augusto Farfus Jr. |
| 3      | 6 mai        | Pays-Bas           | Zandvoort        | Alain Menu         |
| 4      | 6 mai        | Pays-Bas           | Zandvoort        | Gabriele Tarquini  |
| 5      | 20 mai       | Espagne            | Valencia         | James Thompson     |
| 6      | 20 mai       | Espagne            | Valencia         | James Thompson     |
| 7      | 3 juin       | France             | Pau              | Alain Menu         |
| 8      | 3 juin       | France             | Pau              | Augusto Farfus Jr. |
| 9      | 17 juin      | République tchèque | Brno             | Félix Porteiro     |
| 10     | 17 juin      | République tchèque | Brno             | Jörg Müller        |
| 11     | 8 juillet    | Portugal           | Boavista (Porto) | Alain Menu         |
| 12     | 8 juillet    | Portugal           | Boavista (Porto) | Andy Priaulx       |
| 13     | 29 juillet   | Suède              | Anderstorp       | Robert Huff        |
| 14     | 29 juillet   | Suède              | Anderstorp       | Rickard Rydell     |
| 15     | 26 août      | Allemagne          | Oschersleben     | Yvan Muller        |
| 16     | 26 août      | Allemagne          | Oschersleben     | Augusto Farfus Jr. |
| 17     | 23 septembre | Royaume-Uni        | Brands Hatch     | Alain Menu         |
| 18     | 23 septembre | Royaume-Uni        | Brands Hatch     | Andy Priaulx       |
| 19     | 7 octobre    | Italie             | Monza            | Yvan Muller        |
| 20     | 7 octobre    | Italie             | Monza            | Jordi Gené         |
| 21     | 18 novembre  | Macao              | Circuit de Guia  | Alain Menu         |
| 22     | 18 novembre  | Macao              | Circuit de Guia  | Andy Priaulx       |

### Pilotes
| Position | Pilote               | Équipe               | Voiture                     | Victoires | Points |
| -------- | -------------------- | -------------------- | --------------------------- | --------- | ------ |
| 1        | Andy Priaulx         | BMW Team UK          | BMW 320si                   | 3         | 92     |
| 2        | Yvan Muller          | SEAT Sport           | Seat León                   | 2         | 81     |
| 3        | James Thompson       | N.Technology         | Alfa Romeo 156              | 2         | 79     |
| 4        | Augusto Farfus Jr.   | BMW Team Germany     | BMW 320si                   | 3         | 71     |
| 5        | Nicola Larini        | Chevrolet            | Chevrolet Lacetti           | 0         | 71     |
| 6        | Alain Menu           | Chevrolet            | Chevrolet Lacetti           | 5         | 69     |
| 7        | Jörg Müller          | BMW Team Germany     | BMW 320si                   | 2         | 66     |
| 8        | Gabriele Tarquini    | SEAT Sport           | Seat León                   | 1         | 62     |
| 9        | Robert Huff          | Chevrolet            | Chevrolet Lacetti           | 1         | 57     |
| 10       | Jordi Gené           | SEAT Sport           | Seat León                   | 1         | 55     |
| 11       | Tiago Monteiro       | SEAT Sport           | Seat León                   | 0         | 38     |
| 12       | Félix Porteiro       | BMW Team Italy-Spain | BMW 320si                   | 1         | 32     |
| 13       | Tom Coronel          | GR Asia              | Seat León                   | 0         | 29     |
| 14       | Luca Rangoni         | Proteam Motorsport   | BMW 320si                   | 0         | 15     |
| 15       | Alessandro Zanardi   | BMW Team Italy-Spain | BMW 320si                   | 0         | 14     |
| 16       | Rickard Rydell       | Chevrolet SEAT Sport | Chevrolet Lacetti Seat León | 1         | 13     |
| 17       | Roberto Colciago     | SEAT Sport Italia    | Seat León                   | 0         | 6      |
| 18       | Michel Jourdain      | SEAT Sport           | Seat León                   | 0         | 3      |
| 18       | Pierre-Yves Corthals | Exagon Engineering   | Seat León                   | 0         | 3      |
| 20       | Fredrik Ekblom       | BMW Team UK          | BMW 320si                   | 0         | 1      |
| 20       | Sergio Hernández     | Proteam Motorsport   | BMW 320si                   | 0         | 1      |

À noter :
- Robert Dahlgren (8e dans la course 2 d'Anderstorp), et Colin Turkington (3e et 4e à Brands Hatch, 8e dans le course 2 de Macao) n'ont pas marqué de points au championnat en raison de voitures non homologuées.

### Constructeurs
| Position | Constructeur | Voiture           | Victoires | Points |
| -------- | ------------ | ----------------- | --------- | ------ |
| 1        | BMW          | BMW 320si         | 9         | 255    |
| 2        | SEAT Sport   | Seat León         | 4         | 249    |
| 3        | Chevrolet    | Chevrolet Lacetti | 7         | 218    |
| 4        | Alfa Romeo   | Alfa Romeo 156    | 2         | 124    |